# Acraea kinduana
Acraea kinduana är en fjärilsart som beskrevs av Henri Schouteden 1919. Acraea kinduana ingår i släktet Acraea och familjen praktfjärilar. Inga underarter finns listade i Catalogue of Life.